# Пакауара (язык)
Пакауара (пакавара) – один из индейских языков Боливии. Относится к паноанской ветви пано-таканских языков. Число носителей – 17 человек, проживающих на севере департамента Бени. Почти полностью интегрировался в язык чакобо, близок к полному вымиранию. 

## Примеры лексики
- Westishna (один)
- Ravue (два)
- Honi (мужчина)
- Yoxa (женщина)
- Kaman (собака)
- Vari (солнце)
- Waka (вода)
- Shubu (дом)